# Vodní elektrárna Sobradinho
Vodní elektrárna Sobradinho (potrugalsky Usina Hidrelétrica de Sobradinho ) je vodní dílo na řece São Francisco na severovýchodě Brazílie. Nachází se ve státě Bahia, asi 40 km proti proudu od měst Juazeiro a Petrolina.

## Všeobecné informace
Přehradní hráz Sobradinho se nachází 748 km od ústí řeky São Francisco v místě s povodím 498 968 km2, z celkové hodnoty povodí v řádu 630 000 km2. Přehradní jezero o ploše 4 214 km2 a objemu 34,1 km3, poskytuje užitečný objem 28,7 km3. V běžném ročním chodu průtoku zajišťuje spolu s přehradní nádrží Tres Marias minimum 2060 m3/s. Teprve po její výstavbě dosáhl gigantický komplex Paulo Afonso vysoké roční výroby. Zajišťuje minimální průtok 25 m3/s pro místní zavlažovací projekty.
Zemní sypaná hráz o objemu 12 milionu m3 je dlouhá 12,5 km a vysoká 41 m.
Ve strojovně o půdorysu 250 x 27 m a výšce 32 m pracuje na optimálním spádu 27,2 m šest Kaplanových turbín o hltnosti 710 m3/s a výkonu 178 MW. Průměr rotoru turbíny je 9,5 m. Celkový výkon elektrárny je 1 050 MW a průměrná roční výroba 1,1 miliardy kWh. 